# Cupha palla
Cupha palla är en fjärilsart som beskrevs av Johannes Karl Max Röber 1891. Cupha palla ingår i släktet Cupha och familjen praktfjärilar. Inga underarter finns listade i Catalogue of Life.